# مطار غرديز
مطار غرديز (بالإنجليزية: Gardez Airport)(إياتا: GRG، إيكاو: OAGZ) وهو مخصص للاستخدام ويقع بالقرب من غرديز، باكتيا في أفغانستان.

## روابط خارجية
- سجل المطار لمطار غارديز نسخة محفوظة 3 مارس 2016 على موقع واي باك مشين. في Landings.com.